# Ussipea
Ussipea ist eine unbewohnte Insel, fünf Meter von der größten estnischen Insel Saaremaa entfernt. Die Insel liegt in der Landgemeinde Saaremaa im Kreis Saare. Sie liegt in der Bucht Saastna laht im Kahtla-Kübassaare hoiuala.
Usiipea ist 220 Meter lang und 110 Meter breit.